# Jållejávrre
Jållejávrre, enligt tidigare ortografi Jållejaure, är en sjö i Jokkmokks kommun i Lappland och ingår i Luleälvens huvudavrinningsområde. Sjön har en area på 0,937 kvadratkilometer och ligger 907 meter över havet. Jållejávrre ligger i Padjelanta Natura 2000-område.

## Delavrinningsområde
Lermajávrásj ingår i det delavrinningsområde (747663-152146) som SMHI kallar för Utloppet av Jållejaure. Vattendraget som avvattnar avrinningsområdet har biflödesordning 5, vilket innebär att vattnet flödar genom totalt 5 vattendrag (Viejejåhkå, Stálojåhkå, Vuojatädno, Stora Luleälv, Luleälven) innan det når havet.